# Домашний ПК
«Домашний ПК» (укр. Домашній ПК) — повнокольорове, ілюстроване, щомісячне видання російською мовою, що видавалось в Україні з 1998 по грудень 2011 року видавничим домом ITC Publishing Україна.

## Історія
Журнал засновано в 1998 році. Автор ідеї та генеральний директор видавництва — Сергій Арабаджи. Перший номер журналу вийшов 2 грудня 1998.
У квітні 1999 з'являється відзнака «Выбор редакции» (укр. Вибір редакції), з червня 2002 вона поділяється на «Лучшее качество» (укр. Найкраща якість) і «Лучшая покупка» (укр. Найкраща покупка).
Видання чотири рази змінювало дизайн: в лютому 2000, січні 2001, січні 2004, січні 2008. Двічі систему оцінок: в січні 2001 була запроваджена 100-бальна, а в червні 2002 — оцінки «зірочками». З січня 2007 започатковано вручення відзнаки «Продукт года» (укр. Продукт року) за підсумками року.
У листопаді 2001 вперше було опубліковано «Интернет-календарь» (укр. Інтернет-календар).
У грудні 2001 було опубліковано матеріал «Компьютер мечты» (укр. Комп'ютер мрії), що став прообразом рубрики «ПК месяца Live!».
У жовтні 2002 з'явилась рубрика «СофтWare: новинки месяца» та вперше вийшла «Интернет-мозаика».
У липні 2005 журнал вперше написав про казуальні ігри й відтоді в ньому постійно присутні огляди проектів цього жанру.
З квітня 2006 журнал пише про Web 2.0 та проекти з його використанням.
Останній номер журналу побачив світ в грудні 2011 року. Видання офіційно закрито.
За час свого існування журнал став основою для появи трьох нових видань: Mobility, dFoto, Gameplay.
Після закриття журналу продовжував роботу його офіційний сайт dpk.itc.ua
30 червня 2014 року сайт офіційно припинив свою роботу.

## Рубрикація
Журнал містив такі основні рубрики:
- Новости — новини IT-сфери.
- ХардWare — огляди новинок апаратного забезпечення.
  - На первый взгляд
  - Тестовая лаборатория — детальні порівняльні тести, рекомендації щодо вибору оптимальної конфігурації апаратного забезпечення.
    - ПК месяца Live! — конфігурації бюджетного, оптимального та прогресивного ДПК.
- СофтWare — огляди новинок програмного забезпечення, порівняння програм.
- Интернет — «календар» на поточний місяць, огляди тематичних сайтів, сайтів на технології Web 2.0, блогів.
- Игротека — рецензії новинок ринку комп'ютерних ігор, огляд казуальних ігор.
- Видеотека — огляд блокбастерів минулого місяця.